# American Gigolo
American Gigolo es una película estadounidense de drama estrenada en 1980, escrita y dirigida por Paul Schrader. Está protagonizada por Richard Gere.

## Argumento
Julian Kaye (Richard Gere) es un acompañante masculino en Los Ángeles, cuyo trabajo apoya su gusto caro por los coches de lujo, equipos estereofónicos, la cocaína y la ropa. Él es, a veces, abiertamente narcisista y superficial, sin embargo, afirma tomar un poco de placer en su trabajo al ser capaz de satisfacer sexualmente a las mujeres.
En un trabajo asignado por su proxeneta, Anne (Nina Van Pallandt), conoce a Michelle Stratton (Lauren Hutton), la infeliz esposa de un político local, que se interesa por él. El otro proxeneta de Julian, Leon (Bill Duke), lo envía a la casa de un financiero, el señor Rheiman, que pide a Julian abusar físicamente y tener relaciones sexuales con su esposa mientras él los mira.
Cuando Julian empieza a conocer a Michelle, se entera de que la esposa del financiero, la señora Rheiman, fue asesinada. El detective del departamento de policía de la ciudad de Los Ángeles, Sunday (Hector Elizondo) investiga a Julian como principal sospechoso. A pesar de que estaba con una cliente, Lisa Williams (K Callan), en la noche del asesinato, la cliente se niega a dar a Julian una coartada para proteger su reputación y la de su marido.
Mientras la relación de Julian con Michelle se hace más profunda, la sospecha del asesinato se monta en su contra. Pronto se da cuenta de que está siendo inculpado y crece cada vez más su desesperación. Su angustia por este asesinato en su contra se representa visualmente por una progresiva degeneración en su imagen y estilo, de como sus finos y costosos trajes se vuelven arrugados, sale a la calle sin afeitar, y hasta se alquila un coche de pasajeros barato después de tener que dejar su Mercedes-Benz SL al haber sido involucrado también en el homicidio.
Julian finalmente se enfrenta a Leon, quien confiesa que uno de los otros gigolós más jóvenes que trabaja para él había matado a la esposa del hombre rico y Leon había concebido el plan de incriminar a Julian. Después de una fuerte discusión, Julian empuja accidentalmente a Leon en el balcón de un apartamento y él cae y muere.
Sin nadie que le ayudara, Julian termina en la cárcel en espera de juicio por el asesinato. Sin embargo, cuando todo parece perdido, Michelle arriesga su reputación y la de su marido para ofrecer a Julian la coartada que le puede salvar de la cárcel.

## Reparto
- Richard Gere como Julian Kaye
- Lauren Hutton como Michelle Stratton
- Bill Duke como Leon James
- Hector Elizondo como Detective Joe Sunday
- Frances Bergen como Sra. Laudner
- Carol Bruce como Sra. Sloan
- K Callan como Lisa Williams
- Carole Cook como Sra. Dobrun
- David Cryer como Teniente Curtis
- Richard Derr como Sr. Williams
- Nina Van Pallandt como Anne
- Robert Wightman como Floyd Wicker

## Curiosidades
A esta película se le atribuye el haber establecido a Giorgio Armani en Hollywood, ya que poco tiempo después la ropa del diseñador italiano logró ocupar un lugar destacado en otros filmes. Los actores a quienes se consideró primero para el papel de Julian Kaye fueron Christopher Reeve y John Travolta. Reeve declinó debido a su alta exigencia económica.